# Nervilia khasiana
Nervilia khasiana là một loài thực vật có hoa trong họ Lan. Loài này được (King & Pantl.) Schltr. mô tả khoa học đầu tiên năm 1911.